# Conferencia Mundial sobre la Mujer

Conferencia Mundial sobre la Mujer es una reunión de alto nivel de los representantes oficiales de todos los estados del mundo, realizada en el ámbito del Consejo Económico y Social de las Naciones Unidas (ECOSOC), cuyo propósito es garantizar el adelanto de la mujer en pos de la reivindicación de sus derechos legítimos. Es una actividad desarrollada por la Comisión de la Condición Jurídica y Social de la Mujer (CSW). Cada conferencia trata de alcanzar acuerdos entre las naciones sobre políticas tendientes a sortear los obstáculos que encuentran los derechos de las mujeres en distintos ámbitos de la vida, tanto económica y social como civil, política y educativa.
Se han desarrollado cuatro Conferencias Mundiales sobre la Mujer buscando globalizar las demandas como parte de una acción eficaz para el avance significativo en lo que respecta a políticas públicas. Cada encuentro tuvo su carácter particular de acuerdo a los requerimientos sociales y la reglamentación de los postulados programados.

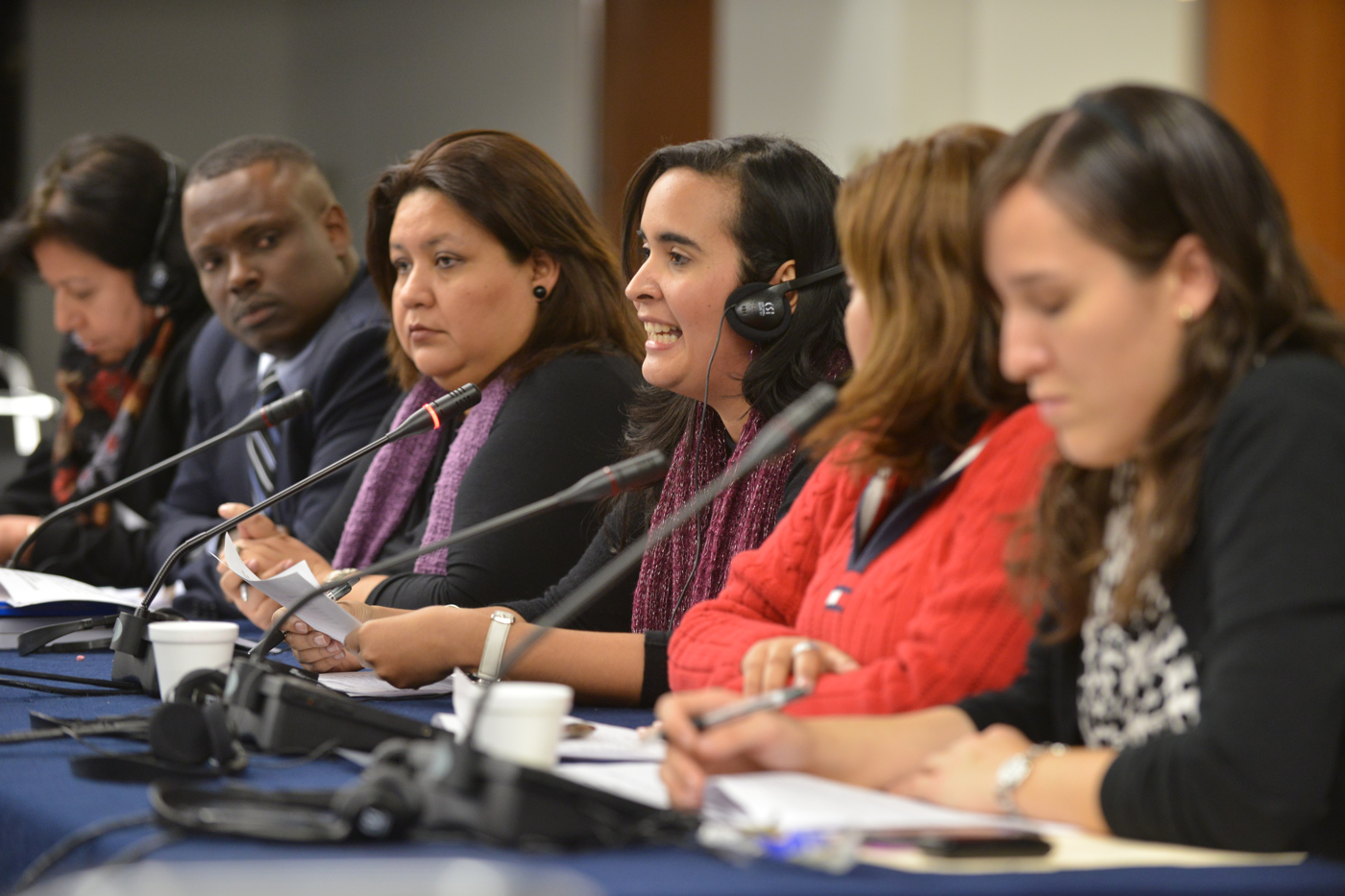
Panel de derechos humanos
para la Mujer. Honduras

 La primera conferencia se realizó en México en 1975, la segunda en Copenhague en 1980, la tercera en Nairobi en 1985 y la cuarta en Pekín en 1995. En esta última se aprobó la Plataforma de Acción de Pekín.

## Conferencias

### I Conferencia – 1975 México
Realizada en el Año Internacional de la Mujer, se plantea elaborar una guía de acción encaminada a terminar con la discriminación de la mujer y favorecer su avance social. Identifica tres objetivos claros, igualdad, desarrollo y paz, y postula el Primer Plan de Acción Mundial que marca las directrices a los gobiernos y a toda la comunidad internacional para los siguientes diez años, durante lo que se proclamó el Decenio de las Naciones Unidas para la Mujer (1975-1985). Este plan contribuyó a la instauración del Instituto Internacional de Investigación y Capacitación para la Promoción de la Mujer (INSTRAW) y el Fondo de Desarrollo de las Naciones Unidas para la Mujer (UNIFEM). El año 1975 marca una diferencia respecto del rol de la mujer en el desarrollo de la política internacional, ya que las delegaciones de los Estados miembros estaban representadas por mujeres en una proporción de 113/133. Las metas del Primer Plan incluían para 1980 alcanzar garantías respecto de la igualdad de género en cuanto al acceso a la educación, al trabajo, a la participación política, a la salud, a la vivienda, a la planificación familiar y a la alimentación. Paralelamente a la Conferencia, se desarrolla por primera vez un Foro de Organizaciones No Gubernamentales con enorme participación espontánea y amplia mayoría femenina, sobre un total de 4.000 personas. Entre las ONG se da un intenso debate tanto a nivel interno (entre distintas organizaciones) como a nivel externo (en relación con los Estados participantes en la Conferencia y a las propias Naciones Unidas). Este Foro paralelo se repetirá en las sucesivas Conferencias Mundiales de la Mujer.

### II Conferencia – 1980 Copenhague
Convocó a 145 Estados miembros para realizar el seguimiento del Primer Plan, declarando en sus documentos que a los avances logrados había que sumarles esfuerzo en el ámbito laboral como en los servicios de salud y educación. Un gran paso en la reglamentación de las políticas públicas en favor de la mujer fue la denominada "carta de los derechos humanos de la mujer" o Convención sobre la eliminación de todas las formas de discriminación contra la mujer, aprobada por la Asamblea General de la ONU en 1979 y ratificada posteriormente por los distintos Estados miembros.

### III Conferencia – 1985 Nairobi
El movimiento en favor de la igualdad entre los géneros había alcanzado un reconocimiento verdaderamente mundial cuando se desarrollaba el fin del Decenio de las Naciones Unidas para la Mujer (1975/1985). 15.000 representantes de ONGs asistieron al Foro de Organizaciones No Gubernamentales ese año y muchos se refirieron a la Conferencia como "el nacimiento del feminismo a escala mundial". Sin embargo, los objetivos del Primer Plan no se habían alcanzado. La comprensión de esa situación obligó a adoptar un nuevo enfoque y requirió en su informe que los Estados ampliasen medios y campos de acción para asegurar el desarrollo y la paz, priorizando la igualdad en la participación social, la participación política y en la toma de decisiones por parte de las mujeres en todos los ámbitos y temas; y no sólo en lo puntualmente referido a las mujeres.
Las Estrategias de Nairobi constituyeron un programa actualizado para el futuro de la mujer hasta fines del siglo y sentó nuevas pautas al declarar que todas las cuestiones estaban relacionadas con la mujer, reconociendo que su participación no era legítima sino indispensable para una comprensión más acabada de la implementación de las políticas públicas para la igualdad de oportunidades, instando a los gobiernos a que delegaran responsabilidades y crearan programas y espacios institucionales relativos a la mujer en una amplia gama de temas: desde el empleo, la salud, la educación y los servicios sociales hasta la industria, la ciencia, las comunicaciones y el medio ambiente. Además, se propusieron directrices para la adopción de medidas a escala nacional con miras a fomentar la participación de la mujer en la promoción de la paz, así como a prestar asistencia a la mujer en situaciones especiales de peligro.

### IV Conferencia – 1995 Pekín
La transformación fundamental que se produjo en Pekín fue el cambio del sujeto en cuestión, corriéndose de la categoría "mujer" al concepto de "género", y reconociendo que toda la estructura de la sociedad debía que ser revaluada a la luz del desarrollo de los estudios de género, ya que únicamente a través de esta perspectiva podrían generarse los cambios necesarios que posibilitaran la participación de ambos sujetos en pie de igualdad. En la Conferencia se votó y adoptó de forma unánime la Plataforma de Acción de Pekín (PAdB), documento que esboza 12 ámbitos críticos que constituyen obstáculos para el adelanto de la mujer, e identifica el alcance de las medidas que los gobiernos, las Naciones Unidas y los grupos de la sociedad civil deben tomar para hacer de los derechos humanos de las minorías una realidad.

#### Plataforma de Acción de Beijing (obstáculos)
1. La mujer y la pobreza
2. El acceso desigual a la educación

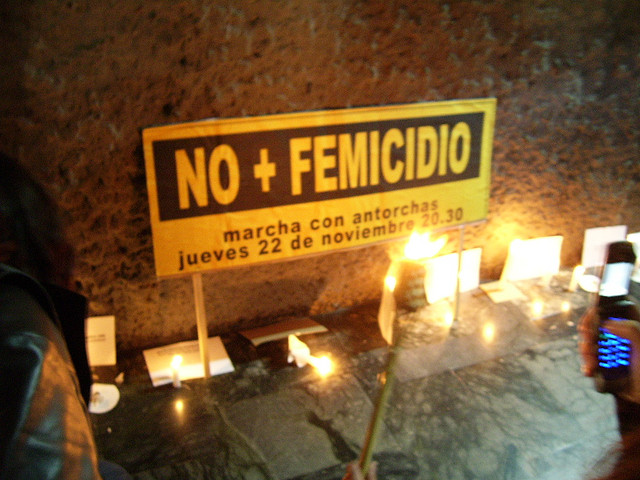
Protesta contra el femicidio en Chile

3. La falta y el acceso desiguales a los sistemas de salud
4. La violencia contra la mujer
5. Los diversos aspectos de la vulnerabilidad de la mujer en conflictos armados
6. La desigualdad en las estructuras económicas
7. La desigualdad en el poder y la toma de decisiones
8. Carencia de variados mecanismos institucionales para mejorar el adelanto de la mujer
9. La falta de respeto y la protección inadecuada en cuanto a los derechos humanos
10. La subrepresentación de la mujer en los medios de comunicación
11. La desigualdad en la gestión de los recursos naturales y en la salvaguardia del medioambiente
12. La discriminación y violación de niñas

## Seguimientos
Desde 1995 se han celebrado tres revisiones para evaluar con los gobiernos la aplicación de la PAdB.

### Seguimiento Beijing +5 – 2000
Realizada durante la 23ª sesión especial de la Asamblea General sobre “La mujer en el año 2000: la igualdad entre los géneros, el desarrollo y la paz para el siglo XXI”; durante el Seguimiento, los Estados miembro adoptaron el documento oficial titulado “Medidas e iniciativas adicionales para aplicar la Declaración de Beijing y la Plataforma de Acción” [Further actions and initiatives to implement the Beijing Declaration and Platform for Action] (A/RES/S-23/3), en el cual identificaron los logros y obstáculos en cuanto a la aplicación de la PAdB, y también propusieron las recomendaciones para los gobiernos, el sector privado y la sociedad civil sobre cómo llevar adelante la PAdB en los ámbitos global, nacional y regional.

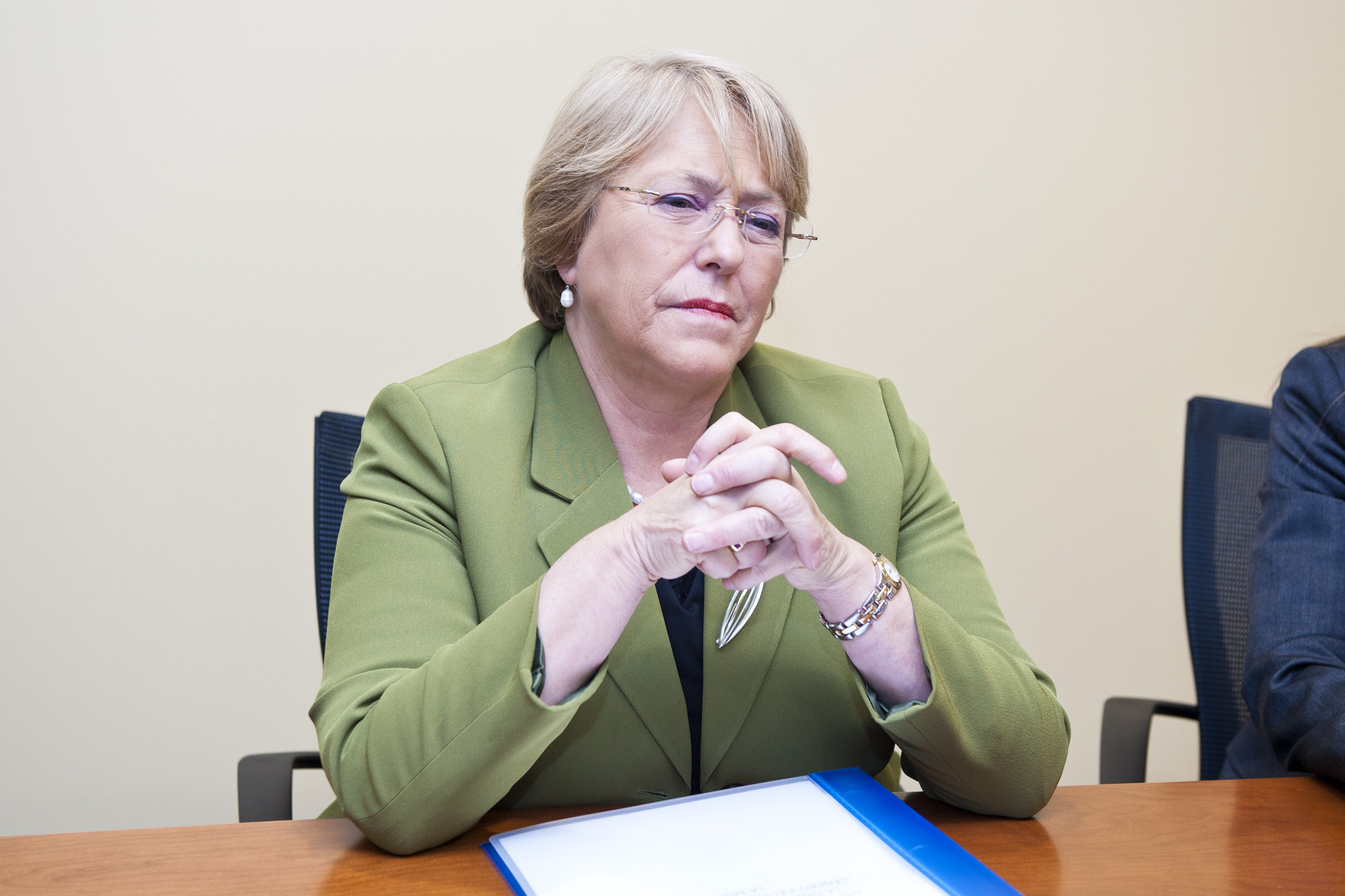
Michelle Bachellet Directora Ejecutiva de ONU Mujeres 2010-2013

### Seguimiento Beijing +10 – 2005
Realizado durante la 49.ª Sesión de la Comisión del Estatus de la Mujer. Los Estados miembro reafirmaron su compromiso a la Declaración de Beijing, su Plataforma de Acción y el resultado del documento de Beijing +5, y acordaron acelerar el proceso de aplicación de la PAdB.

### Seguimiento Beijing +15 – 2010
Realizada en el marco de la 54.ª Sesión de la CEM, la Asamblea General de la ONU realizó un seguimiento de los avances por parte de los gobiernos en la aplicación de los objetivos de la Plataforma de Acción de Beijing y creó ONU Mujeres. También proporcionó una oportunidad para la sociedad civil, incluyendo comunidades de base de la mujer, a celebrar un debate y compartir sus experiencias, las lecciones aprendidas y las buenas prácticas. Se hizo énfasis en cómo superar los obstáculos restantes y los nuevos desafíos, incluyendo aquellos referentes a los Objetivos de Desarrollo del Milenio.

## Acciones que siguen
La Directora Ejecutiva de ONU Mujeres implementa el PAdB en su discurso de apertura y reclama la incorporación de la perspectiva de género a todas las agencias del organismo, como también incorpora la revisión actualizada de políticas de equidad a trabajar para que los desafíos de la sociedad contemporánea comiencen a revertirse en el presente evitando un futuro de brechas más profundas. En este último aspecto, se está llevando adelante una particular insistencia en la participación de las mujeres y las niñas en el uso y la apropiación de la tecnología digital.